# E la storia continua... il concerto
“e la storia continua... - Il DVD” è stato registrato durante il tour estivo di Dodi Battaglia.

## Il DVD
Da aprile 2017 l’artista si è infatti esibito in più di 50 date nelle province italiane riscuotendo successo da parte di un pubblico che vede in lui la “continuazione di una storia” che ha coinvolto in vari decenni molte generazioni di ascoltatori. La sua voce è conosciuta come quella di alcuni dei principali successi dei Pooh e si aggiunge al suo valore di chitarrista affermato a livello internazionale.
Come l’album “e la storia continua…” contiene 26 grandi successi dei Pooh e 4 brani della carriera da solista di Dodi Battaglia per la prima volta in versione live. Tutte le canzoni sono interpretati dalla caratteristica voce dell’artista, impreziosite dai suoi leggendari assoli e accolte dagli applausi del pubblico.

## Tracce
CD 1
1. Intro - 0'42"
2. Canterò per te - 3'05"
3. Noi due nel mondo e nell'anima - 3'11"
4. Amici per sempre - 2'28"
5. Giorni infiniti - 3'32"
6. Dammi solo un minuto - 3'26"
7. L'altra donna - 2'49"
8. L'ultima notte di caccia - 2'29"
9. Viva - 3'31"
10. Parsifal - 7'01"
11. Ci penserò domani - 3'29"
12. Pronto, buongiorno è la sveglia - 3'40"
13. La mia donna - 4'34"
14. Primavera a New York - 3'49"
15. Incredibilmente giù - 1'16"
16. Stagione di vento - 2'05"
17. Notte a sorpresa - 1'33"
18. Quando una lei va via - 1'18"
19. Nascerò con te - 1'46"
20. Uomini soli - 4'24"
21. Vale - 5'00"
22. Tanta voglia di lei - 4'01"
23. Piccola Katy - 1'53"
24. Che vuoi che sia - 2'42"
25. Dove comincia il sole - 5'04"
26. Grazie - 4'10"
27. Mediterranean Girl - 4'53"
28. Non siamo in pericolo - 2'56"
29. Cercami - 2'50"
30. Chi fermerà la musica - 3'43"
31. Pensiero - 2'23"